# Rawng-aw
 Rawng-aw  este un sat în Localitatea Hsawlaw din Statul Kachin din nord-estul statului Birmania. .